# Finales de la NBA de 1975
Las Finales de la NBA de 1975 fueron las series definitivas de los playoffs de 1975 y suponían la conclusión de la temporada 1974-75 de la NBA, con victoria de Golden State Warriors, campeón de la Conferencia Oeste, sobre Washington Bullets, campeón de la Conferencia Este. En el partido se alinearon cuatro futuros miembros del Basketball Hall of Fame, Elvin Hayes y Wes Unseld por los Bullets, Rick Barry y Jamaal Wilkes por los Warriors. Era la primera vez en el deporte profesional estadounidense en que dos afroamericanos estuviesen al frente de sus respectivos equipos en unas finales, Al Attles por parte de los Warriors y K. C. Jones como entrenador de los Bullets.

## Enfrentamientos en temporada regular
Durante la temporada regular, los Bullets y los Warriors se vieron las caras en cuatro ocasiones (la liga la formaban entonces 17 equipos), jugando dos encuentros en el Capital Centre y otros dos en el Oakland Coliseum Arena. Los Bullets ganaron en 3 ocasiones, por una de los Warriors.
| 14 de noviembre | Golden State Warriors | 91–99 | Washington Bullets |                                              |
|                 |                       |       |                    |                                              |
|                 |                       |       |                    | Pabellón: Capital Centre, Landover, Maryland |

| 4 de enero | Washington Bullets | 96–104 | Golden State Warriors |                                                       |
|            |                    |        |                       |                                                       |
|            |                    |        |                       | Pabellón: Oakland Coliseum Arena, Oakland, California |

| 18 de enero | Golden State Warriors | 101–118 | Washington Bullets |                                              |
|             |                       |         |                    |                                              |
|             |                       |         |                    | Pabellón: Capital Centre, Landover, Maryland |

| 6 de febrero | Washington Bullets | 98–97 | Golden State Warriors |                                                       |
|              |                    |       |                       |                                                       |
|              |                    |       |                       | Pabellón: Oakland Coliseum Arena, Oakland, California |

## Resumen de los partidos
| Partido | Fecha      | Equipo local | Resultado | Equipo visitante |
| ------- | ---------- | ------------ | --------- | ---------------- |
| 1       | 18 de mayo | Washington   | 95-101    | Golden State     |
| 2       | 20 de mayo | Golden State | 92–91     | Washington       |
| 3       | 23 de mayo | Golden State | 109–101   | Washington       |
| 4       | 25 de mayo | Washington   | 95–96     | Golden State     |

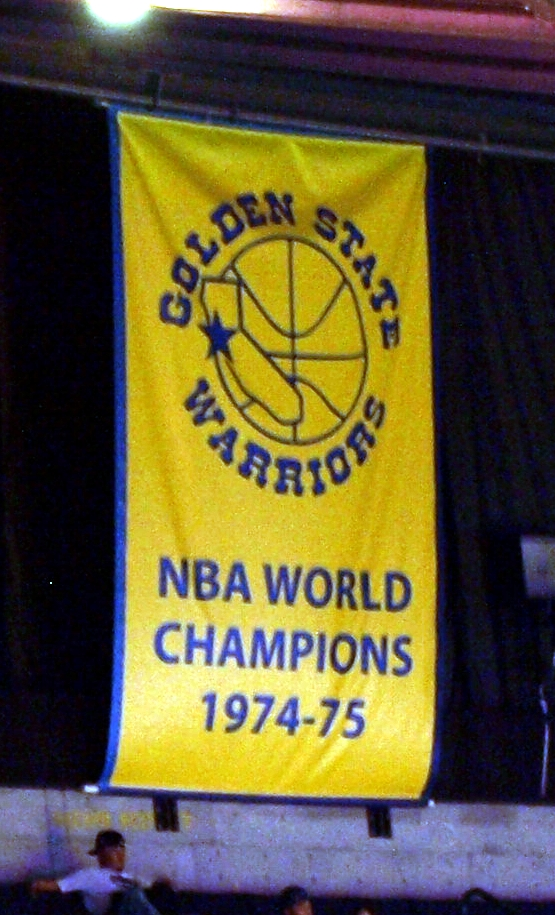
Banderola conmemorativa del título de 1975 en lo alto del Oracle Arena.

Los Warriors aparecían nuevamente en las finales, algo que no conseguían desde 1967, todavía en San Francisco, en las que perdieron ante los Sixers de Wilt Chamberlain. En la temporada regular habían dominado la Conferencia Oeste, pero habían acumulado 34 derrotas. LLegaban a las finales tras una dura lucha con Chicago Bulls en les finales de conferencia, que se resolvieron en el séptimo partido. Por su parte los Bullets habían seguido caminos parejos con los Celtics, logrando ambos 60 victorias en la Conferencia Este. en la primera ronda de playoffs tuvieron un hueso duro de roer en los Buffalo Braves de Bob McAdoo, necesitando los 7 partidos para derrotarles, siendo más cómoda la final de conferencia ante los Celtics, a quienes ganaron por 4-2.

### Partido 1
| 18 de mayo                          | Golden State Warriors                                   | 101–95               | Washington Bullets                                                 | |  |  |
|                                     | Parciales: 17–27, 23–27, 31–18, 30–23                   |                      |                                                                    | |  |  |
|                                     | Estadísticas Rick Barry 24 Clifford Ray 16 Rick Barry 5 | Reporte Pts Reb Asts | Estadísticas Elvin Hayes 29 Hayes, Unseld 16 cada uno Wes Unseld 6 | Pabellón: Capital Centre, Landover, Maryland Asistencia: 19,035 espectadores Árbitros: Joe Gushue, Earl Strom |  |  |
| Golden State lidera las series, 1–0 |                                                         |                      |                                                                    | |  |  |
|                                     |                                                         |                      |                                                                    | |  |  |

La serie comenzó en el Capital Centre, con los Warriors cansados de la serie anterior. A pesar de ello lograron una ventaja de 14 puntos al descanso. Cuando las fuerzas empezaron a fallar y los Bullets se acercaron el marcador, fueron los hombres de banquillo, en especial Phil Smith, que consiguió 20 puntos en 31 minutos de juego, los que scaron el partido adelante, logrando la victoria por 101-95.

### Partido 2
| 20 de mayo                          | Washington Bullets                                        | 91–92                | Golden State Warriors                                             | |  |  |
|                                     | Parciales: 28–19, 24–27, 21–27, 18–19                     |                      |                                                                   | |  |  |
|                                     | Estadísticas Phil Chenier 30 Wes Unseld 20 Kevin Porter 8 | Reporte Pts Reb Asts | Estadísticas Rick Barry 36 Rick Barry 9 tres jugadores 4 cada uno | Pabellón: Cow Palace, Daly City, California Asistencia: 13,225 espectadores Árbitros: Richie Powers, Darell Garretson |  |  |
| Golden State lidera las series, 2–0 |                                                           |                      |                                                                   | |  |  |
|                                     |                                                           |                      |                                                                   | |  |  |

La serie se trasladó a California, donde no se pudo usar el habitual pabellón de los Warriors, el Oakland Coliseum Arena por un problema de fechas, teniendo que jugarse los encuentros en el Cow Palace de Daly City. Washington comenzó dominando el marcador, con rentas de hasta 13 puntos, pero los Warriors reaccionaron con el apoyo de su público. Con 92-91 en el marcador a favor de los locales, y a falta de 6 segundos, los Bullets dispusieron de hasta dos tiros a canasta para ganar el encuentro, fallando ambos. Rick Barry fue el jugador más destacado, con 35 puntos.

### Partido 3
| 23 de mayo                          | Washington Bullets                                       | 101–109              | Golden State Warriors                                    | |  |  |
|                                     | Parciales: 21–26, 27–24, 23–27, 30–32                    |                      |                                                          | |  |  |
|                                     | Estadísticas Elvin Hayes 24 Wes Unseld 15 Kevin Porter 6 | Reporte Pts Reb Asts | Estadísticas Rick Barry 38 Jamaal Wilkes 10 Rick Barry 6 | Pabellón: Cow Palace, Daly City, California Asistencia: 13,225 espectadores Árbitros: Jake O'Donnell, Don Murphy |  |  |
| Golden State lidera las series, 3–0 |                                                          |                      |                                                          | |  |  |
|                                     |                                                          |                      |                                                          | |  |  |

La clave del tercer partido volvió a ser nuevamente Barry, que anotó 38 puntos, bien secundado por el pívot George Johnson que consiguió 10 puntos y 9 rebotes saliendo desde el banquillo. Al final, fácil victoria para los Warriors, 109-101, que ponía la serie 3-0 a su favor.
Dos habían sido las claves hasta ese momento en la eliminatoria. Por un lado, la excepcional defensa del rookie Jamaal Wilkes sobre la estrella de los Bullets, Elvin Hayes, que sólo había sido capaz de anotar 29 puntos en el total de los tres partidos. Y, por otra parte, la aportación de ambos banquillos, con una clarísima diferencia a favor de los Warriors, 115 puntos por solo 53 del rival.

### Partido 4
| 25 de mayo                        | Golden State Warriors                                   | 96–95                | Washington Bullets                                         | |  |  |
|                                   | Parciales: 20–30, 28–22, 22–21, 26–22                   |                      |                                                            | |  |  |
|                                   | Estadísticas Rick Barry 20 Clifford Ray 11 Rick Barry 5 | Reporte Pts Reb Asts | Estadísticas Phil Chenier 26 Wes Unseld 16 Phil Chenier 11 | Pabellón: Capital Centre, Landover, Maryland Asistencia: 19,035 espectadores Árbitros: Richie Powers, Manny Sokol |  |  |
| Golden State gana las series, 4–0 |                                                         |                      |                                                            | |  |  |
|                                   |                                                         |                      |                                                            | |  |  |

De vuelta a su estadio, los Bullets parecieron recobrar su estatus previo de favoritos, llegando a dominar por 14 puntos a poco de comenzar el partido. El alero Mike Riordan había sido asignado para defender al base Rick Barry, quien en los tres primeros partidos había matado a los Bullets promediando 35 puntos. Riordan defendió con mucho contacto, siempre al límite de la falta personal. Mediado el primer cuarto, Barry comenzó una penetración a canasta y Riordan prácticamente se le colgó del cuello, desatando la ira del entrenador Al Attles que saltó a la pista enfurecido en dirección a Riordan. Se organizó una trifulca que acabó con Attles expulsado, pero a su vez protegió a su jugador estrella que ya estaba a punto de encararse con su defensor.
Tras la bronca, Barry recuperó su olfato anotador, a pesar de tener que sufrir los abucheos del público durante todo el partido. La puntilla la puso el base Butch Beard, que anotó los últimos 7 puntos del partido, incluidos los dos tiros libres que dejaban el marcador en 96-95.